# Sphecodes crassus
Sphecodes crassus ist eine parasitische Biene (Hautflügler) aus der Familie der Halictidae. Sie wird auf Deutsch auch Dichtpunktierte Blutbiene genannt.

## Merkmale
Sphecodes crassus ist ca. 6 bis 7 mm lang und damit eine der kleineren Vertreter ihrer Gattung. Der schwarze Thorax ist zerstreut punktiert (ähnlich wie bei S. geoffrellus).  Kopf und Thorax sind schwarz, der Hinterleib ist rot, nur das letzte Segment ist schwarz. Die Femora (Schenkel) der Hinterbeine sind verdickt. Der Körper der Weibchen ist schütter behaart. Die Männchen sind hell behaart, insbesondere am Kopf um die Basis der Antennen.

## Verbreitung

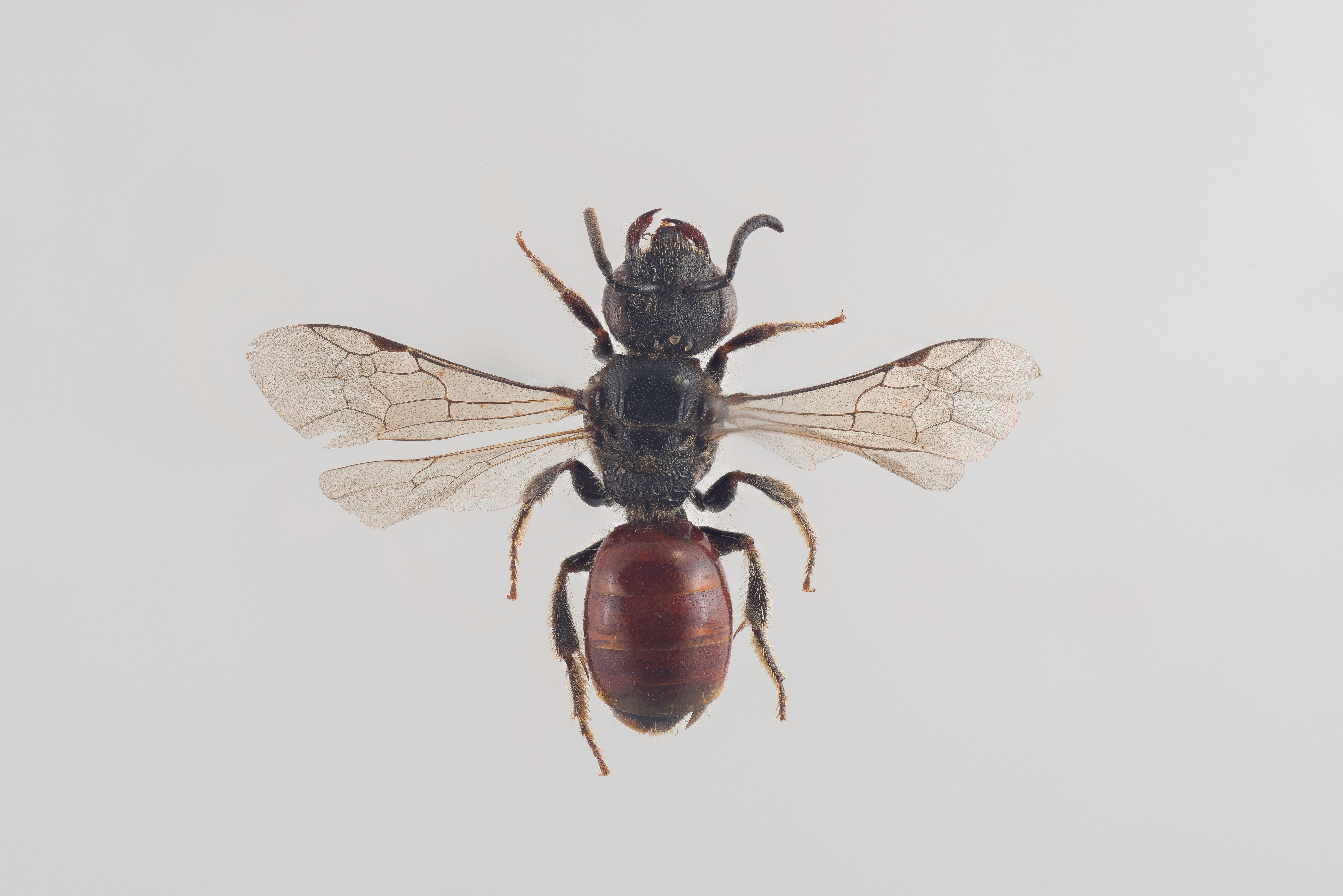
Sphecodes crassus

Diese Blutbiene ist über nahezu die ganze Paläarktis verbreitet. Sie ist aus Marokko bekannt, und von Portugal über Europa bis Japan und Kamtschatka verbreitet. Im Norden ist die Art in Skandinavien bis über 64°N und im Süden bis Sizilien, Griechenland und die Südtürkei zu finden. In Mitteleuropa ist sie fast überall nachgewiesen und relativ häufig.

## Lebensraum
S. crassus zeigt keine strenge Habitatbindung, sie ist häufig auch im Siedlungsbereich zu finden. Sie kommt überall vor, wo auch ihre Wirte zu finden sind.

## Wirte
S. crassus parasitiert vor allem an Lasioglossum pauxillum und an L. punctatissimum, vermutlich auch an L. nitidiusculum, L. quadrinotatulum und an L. parasinum.

## Lebensweise
Die Weibchen kopulieren bereits im Vorjahr, überwintern dann befruchtet und schlüpfen im Mai bis Juni. Sie sammeln keinen Pollen und besuchen Blüten nur, um für den Eigenbedarf Nektar zu trinken. Sie dringen in Wirtsnester ein und legen dort ihre Eier ab. Die Larven nutzen den Pollenvorrat der Wirtsbiene, töten ggf. die Larven, die im Nest sind, entwickeln sich und schlüpfen im Sommer (Juni bis September). Männchen fliegen von Juni bis Oktober. Die Männchen und Weibchen kopulieren, aber nur die Weibchen überwintern.